# قاسم عزیزی
قاسم عزیزی نمایندهٔ دورهٔ نهم مجلس شورای اسلامی و عضو کمیسیون برنامه و بودجه و محاسبات مجلس شورای اسلامی از حوزهٔ انتخابیهٔ شازند در استان مرکزی بود .